# Terapia craniosacrale
La terapia craniosacrale è una pratica di medicina complementare facente parte della tradizione osteopatica. Fu fondata all'inizio del XX secolo da William Garner Sutherland, studente in osteopatia, il quale ipotizzò che le ossa del cranio potessero essere capaci, a suo dire, di un presunto ed impercettibile movimento di "respirazione cranio-sacrale".
È una medicina alternativa, priva di studi che ne mostrino l'efficacia. L'American Cancer Society rileva che se da un lato la terapia craniosacrale può ridurre i sintomi dello stress e della tensione, d'altro canto non esiste prova che dimostri che la terapia craniosacrale possa curare una qualsiasi malattia. La terapia craniosacrale è oggi considerata una pseudoscienza e una pratica fraudolenta e ingannatoria.

## La respirazione cranio-sacrale
La respirazione cranio-sacrale (o "movimento respiratorio primario") indica il presunto movimento ritmico di flessione ed estensione delle ossa del cranio.

## Le metodologie terapeutiche
Oggigiorno questa terapia si è sviluppata in diverse metodologie, che vanno dal CS osteopatico al CS biodinamico energetiche. 
La terapia craniosacrale biodinamica lavora sul riequilibrio del sistema "organismo" basandosi sullo sviluppo biodinamico dell'embrione secondo Erich Blechschmidt, con lo scopo di aiutarlo a ritrovare o a mantenere il suo stato di salute.
La terapia craniosacrale è basata sulla convinzione che la fisiologia sia basata sul movimento, e che se la corretta biomeccanica del corpo venisse alterata per malattia o per incidente, potrebbe provocare danni all'intero organismo. Per i sostenitori della disciplina, sarebbe dunque importante ristabilire, nel limite del possibile, la mobilità delle parti colpite per ristabilire il presunto "equilibrio fisiologico" del corpo attraverso delicate manipolazioni del cranio.